# Afrolimnophila hartwigi
Afrolimnophila hartwigi är en tvåvingeart som först beskrevs av Alexander 1974.  Afrolimnophila hartwigi ingår i släktet Afrolimnophila och familjen småharkrankar. Inga underarter finns listade i Catalogue of Life.